# Serrada
Serrada es un municipio y localidad española de la provincia de Valladolid, en la comunidad autónoma de Castilla y León. El término municipal tiene una población de 1109 habitantes (INE 2024).

## Historia
A mediados del siglo XIX, la villa tenía contabilizada una población de 637 habitantes. Aparece descrita en el decimocuarto volumen del Diccionario geográfico-estadístico-histórico de España y sus posesiones de Ultramar de Pascual Madoz de la siguiente manera:

SERRADA: v. con ayunt. en la prov., aud. terr., c. g. y dióc. de Valladolid (5 leg.), part. jud. de Medina del Campo (3). sit. en un pequeño y suave declive, resguardada de los vientos del N., goza de clima sano: tiene 170 casas, muchas de ellas con bodegas; la consistorial; escuela de instruccion primaria frecuentada por 70 alumnos de ambos sexos dotada por los fondos públicos con 1,100 rs.; una igl. parr. servida por un cura y un beneficiado con la cura de almas; el templo aunque sólido es sencillo en su construccion, y lo único que llama en él la atencion es un cuadro que representa á San Francisco de Paula, que algunos dicen ser de Rafael, y una imagen de escultura, representando á la Virgen del Rosario, obra de la escuela de Berruguete; ambos son de mucho mérito segun opinion de los inteligentes, en particular el cuadro que diferentes veces han querido comprar los estrangeros; á las inmediaciones de la pobl., hay una laguna que abunda en buenas sanguijuelas. térm.: confina con los de Villanueva, Valdestillas, Pozaldez y la Seca: el terreno que participa de montuoso y llano es de buena calidad; le baña un pequeño arroyo que á temporadas suele desprenderse de la citada laguna. caminos: los locales y el que dirige á la cap. de prov. correo: se recibe y despacha en Valdestillas, por propio. prod.: trigo, cebada, vino, legumbres y pastos con los que se mantiene ganado lanar y las caballerías necesarias para la agricultura; hay caza de liebres. ind.: la agrícola y algunos de los oficios mas indispensables. comercio: esportacion del sobrante de frutos, é importacion de los art. de consumo que faltan. pobl.: 141 vec., 637 alm. cap. prod.: 1.025,100 rs. imp.: 102,510. contr.: 40,664 rs. 17 mrs.
(Madoz, 1849, p. 200)

## Demografía
Cuenta con una población de 1109 habitantes (INE 2024).
| Gráfica de evolución demográfica de Serrada entre 1842 y 2021                                                         |
| |
| Población de derecho según los censos de población del INE. Población de hecho según los censos de población del INE. |

## Patrimonio
- Iglesia de San Pedro

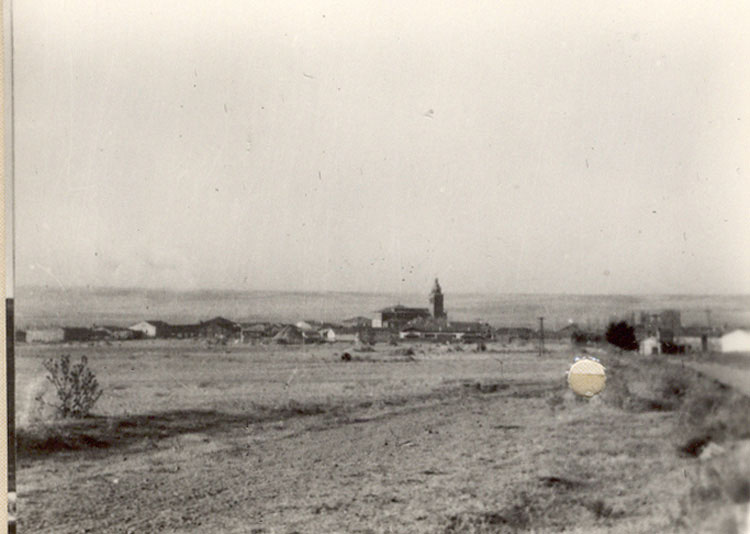
Vista de Serrada

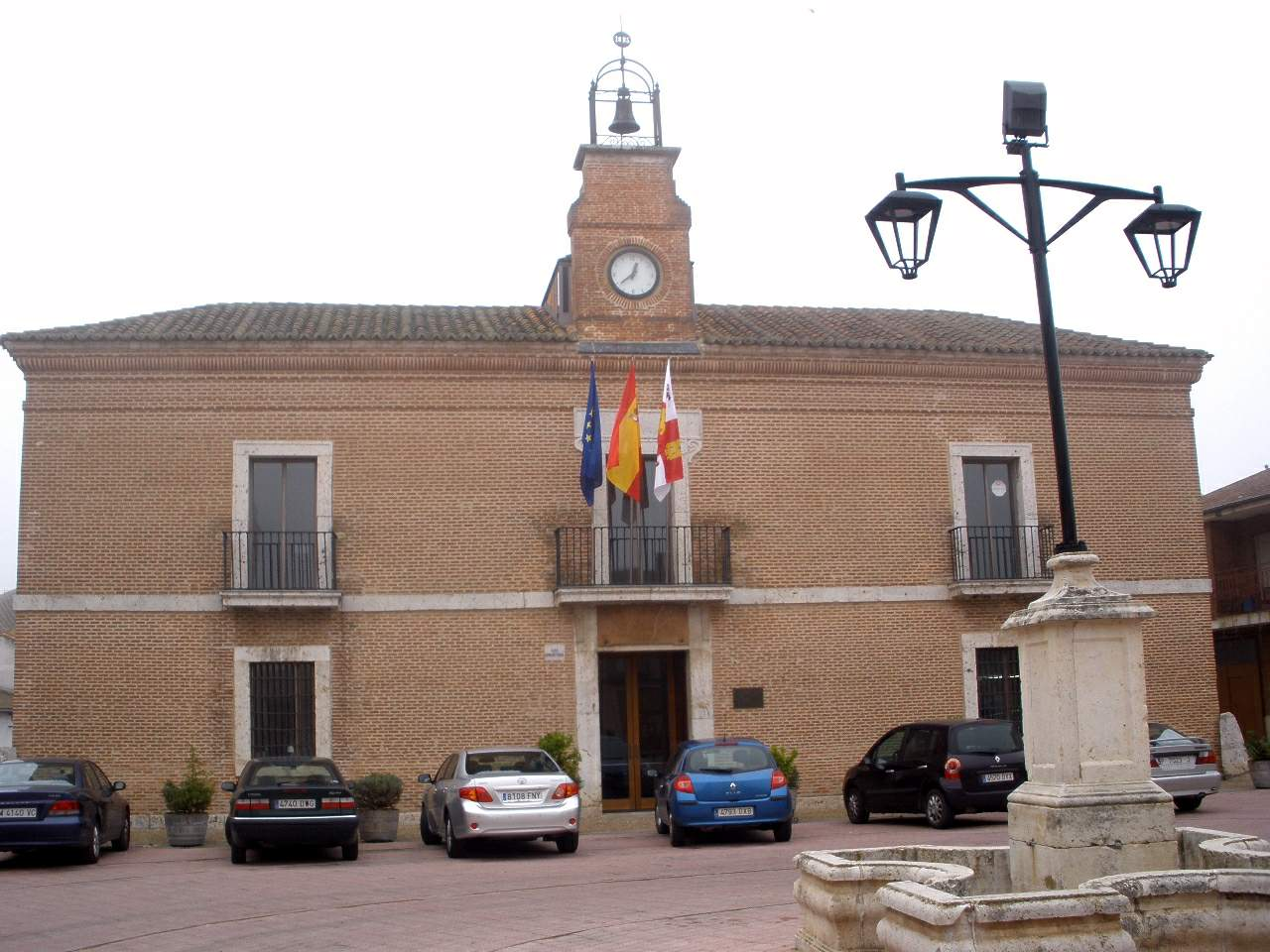
Casa consistorial

Se trata de una iglesia de estilo barroco construida entre los siglos XVII y XVIII. El proyecto se atribuye al arquitecto Andrés Cillero.